# 達文波特森特 (紐約州)
達文波特森特（英語：Davenport Center）是位於美國紐約州特拉華縣的普查規定居民點。

## 人口
根據2020年美國人口普查的數據，達文波特森特的面積為8.14平方千米，當中陸地面積為8.04平方千米，而水域面積為0.10平方千米。當地共有人口344人，而人口密度為每平方千米42.26人。